# 나고정 (오키나와현)
나고정(名護町)은 오키나와현 구니가미군에 설치되었던 정이다. 현재의 나고시에 해당한다.